# Brizon
Brizon – miejscowość i gmina we Francji, w regionie Owernia-Rodan-Alpy, w departamencie Górna Sabaudia.
Według danych na rok 1990 gminę zamieszkiwało 337 osób, a gęstość zaludnienia wynosiła 32 osoby/km² (wśród 2880 gmin regionu Rodan-Alpy Brizon plasuje się na 1293. miejscu pod względem liczby ludności, natomiast pod względem powierzchni na miejscu 1080.).